# پی‌اس هرالد
پی‌اس هرالد (به انگلیسی: PS Herald) یک کشتی است که طول آن ۷۴٫۷ فوت ۰ اینچ (۲۲٫۷۷ متر) می‌باشد. این کشتی در سال ۱۸۵۵ ساخته شد.